# Kotani Masao

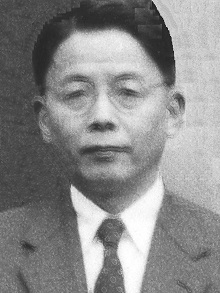
Kotani Masao 1952 in London

Kotani Masao (japanisch 小谷 正雄; * 14. Januar 1906 in der Präfektur Kyōto; † 6. Juni 1993) war ein japanischer theoretischer Physiker, der sich mit Quantenchemie und Biophysik befasste.

## Biographie
Kotani ging in Osaka zur Schule und studierte Physik an der Universität Tokio und lehrte nach dem Abschluss 1929 drei Jahre in der Ingenieursfakultät, bevor er Assistenzprofessor in der Fakultät für Physik und nach der Promotion 1943 Professor wurde. 1965 wechselte er als Professor an die Universität Ōsaka. 1969 trat er von seiner Professur zurück und wurde Präsident der privaten Tokyo Science University, was er bis 1982 blieb. Auch danach blieb er der Universität als Berater eng verbunden.
Ende der 1920er Jahre studierte er nach ausländischen Zeitschriften die neue Quantenmechanik, zusammen mit seinem Studienfreund, dem späteren Professor Inui Tetsurō und dem Professor Yamanouchi Takahiko. Besonders beeindruckten ihn die frühen Arbeiten von Walter Heitler und Fritz London zum Wasserstoff in der Quantenchemie (1927). Anfang der 1930er Jahre war er der einzige Physiker unter den Chemikern, die für die Japan Society for the Promotion of Science Katalysatorwirkungen erforschten.
Er war in der Prä-Computerzeit bekannt für die von ihm herausgegebenen Integraltafeln zur Quantenchemie. Sie waren zwar schwieriger zu handhaben als vergleichbare Tafeln etwa von Heinzwerner Preuß, waren aber numerisch genauer. Er begann mit der Berechnung in den 1930er Jahren (erste Veröffentlichung 1938), wobei nur mechanische Rechenmaschinen zur Verfügung standen. In Buchform erschienen sie 1953.
An der Universität Osaka wandte er sich der Biophysik zu, speziell magnetischen und elektronischen Eigenschaften von Hämoglobin und ähnlichen Proteinen und die Oxygenierungskurve (Sauerstoffsättigung) von Hämoglobin.
Er befasste sich auch mit vielen weiteren Gebieten der Quantenmechanik, speziellen Funktionen der mathematischen Physik (wie Mathieu-Funktionen), und veröffentlichte sogar noch als Student 1929 eine Arbeit über Himmelsmechanik, Ergebnis einer Vorlesung, die er damals besuchte.
1948 erhielt er den „Preis der Japanischen Akademie der Wissenschaften“ (für Arbeiten zum Magnetron und Mikrowellen-Schaltkreise mit Tomonaga Shin’ichirō), 1977 wurde er als Person mit besonderen kulturellen Verdiensten geehrt und 1980 erhielt er zudem den japanischen Kulturorden.
1978 bis 1982 war er Präsident von CODATA und 1955 bis 1960 Vizepräsident der IUPAP.

## Schriften
- mit M. Kotani, A. Amemiya, E. Ishiguro, T. Kimura: Table of Molecular Integrals, Tokio 1953, 2. Auflage 1963
- mit  Kimio Ohno, Kunifusa Kayama: Quantum mechanics of electronic structure of simple molecules, Handbuch der Physik, Band 37-2, 1961